# Thomas Howard (8e duc de Norfolk)
Thomas Howard, 8e duc de Norfolk, Comte-maréchal (11 décembre 1683 - 23 décembre 1732) est un pair et un homme politique anglais.

## Biographie
Il est le fils de Lord Thomas Howard et de Mary Elizabeth Savile. À la mort de son oncle Henry Howard (7e duc de Norfolk), il hérite des titres de 17e baron Furnivall et 8e duc de Norfolk. Il épouse le 26 mai 1709, à l'âge de 25 ans et demi, Maria Shireburn, fille de Nicholas Shireburn, 1er et dernier baronnet, de Stonyhurst Hall, avec une fortune de plus de 30 000 £,.
Au moment du soulèvement jacobite de 1715, il use de son influence pour obtenir l'acquittement de son frère Édouard qui est sous le chef d'accusation de haute trahison. Le duc lui-même est arrêté le 29 octobre 1722, soupçonné d'être impliqué dans un complot jacobite, et emprisonné dans la tour de Londres. Sa femme, refusant l'autorisation de visite, convainc le comte de Carlisle de se porter caution en mai 1723. Howard est grand maître de la grande loge d'Angleterre de 1729 à 1730.
On dit que son mariage est malheureux et que son épouse, catholique fervente et jacobite, se sépare de lui quand il - selon ses mots - "transporté jusqu'à l'usurpateur".
Le duc meurt sans enfant le 23 décembre 1732 à 49 ans. À sa mort, le titre passe à son frère Edward,.